# 桂make-upデザイン専門学校
桂make-upデザイン専門学校（かつらメイクアップデザインせんもんがっこう）は、学校法人桂学園が運営する大阪府堺市堺区にある専修学校である。
服飾系からメイクアップアーティスト育成の学校であるが、美容師養成施設の指定を厚生労働省から受けており、一部の課程では、美容師試験の受験資格を得ることができる。

## 沿革
- 1936年 - 帝塚山洋裁学院として開校
- 1939年 - 「三国丘洋裁学院」と改称
- 1994年 - 「桂学園デザイン専門学校」と改称
- 2009年 - 現校名に改称

## 学科
- メイクアップ美容学科
- トータルビューティー学科
- プロアーチスト専攻科

## 所在地
- 〒590-0023 大阪府堺市堺区南三国ヶ丘町1-1-8

## 最寄り駅
南海高野線堺東駅